# Давидовац (община Враня)
Давидовац или Давидовец (на сръбски: Давидовац или Davidovac) е село в Югоизточна Сърбия, Пчински окръг, Град Враня, община Враня.

## География
Селото се намира във Вранската котловина, непосредствено до левия бряг на река Южна Морава. Отстои на 11,8 км югозападно от окръжния и общински център Враня, на 2 км югоизточно от селата Долни Въртогош и Карадник, на 1,5 км северозападно от село Ристовац и на 3 км източно от село Сръпска Куча. През Давидовац минава международен път Е75.

## История
По време на Първата световна война селото е във военновременните граници на Царство България, като административно е част от Вранска околия на Врански окръг и е център на Давидовската община.
По време на българското управление в Поморавието в годините на Втората световна война, Михаил Ал. Стоянов от Божица е български кмет на Давидовац от 18 юни 1943 година до 21 юли 1944 година. След това кметове са Коста Ник. Емфеджиев (31 март 1943 - 24 февруари 1944) и Кирил Т. Крайчев от Скопие (21 юли 1944 - 9 септември 1944).

## Население
Според преброяването на населението от 2011 г. селото има 482 жители.

### Етнически състав
Данните за етническия състав на населението са от преброяването през 2002 г.
- сърби – 500 жители (99,60%)
- черногорци – 1 жител (0,19%)
- неизяснени – 1 жител (0,19%)